# Campeonato Sul-Americano de Rugby de 2016 - Divisão B
O Campeonato Sul-Americano de Rugby de 2015 - Divisão B foi a XVII edição deste torneio, agora sob o comando da Sudamérica Rugby (SAR), em lugar da CONSUR. Assim como ocorreu no ano anterior, as partidas foram realizadas na capital do Peru, a cidade de Lima.
A Colômbia conquistou novamente a competição, somando o seu quarto título nesta categoria.

## Regulamento e participantes
Esta edição do Sul-Americano B contou com a participação de Colômbia, Equador, Peru e Venezuela, os mesmos selecionados presentes no ano anterior. A fórmula de disputa foi a mesma, sendo esta um quadrangular em turno único, no qual sagraria-se campeão quem somasse mais pontos ao final das três rodadas.
Este torneio outorgou uma vaga para a repescagem ao Sul-Americano A de 2017. A disputa seria realizada entre o campeão deste Sul-Americano B e o último colocado da elite de 2016. O último colocado do presente torneio jogaria a manutenção desta categoria para 2017, ante o campeão do Sul-Americano C de 2016.

### Eliminatórias para a Copa do Mundo de Rugby de 2019
Para os quatro participantes deste torneio, as partidas valiam também como parte do processo de eliminatórias para a Copa do Mundo de Rugby de 2019, a ser celebrada no Japão.
Entretanto, apenas o campeão poderia prosseguir em busca da vaga ao mundial. Para tanto, teria de vencer a repescagem e garantir presença no Sul-Americano A de 2017.

## Repescagem - Divisões B e C
Antes de começar este Sul-Americano B, era necessário conhecer o seu último integrante. Para tanto, foi realizada a repescagem entre o último colocado do Sul-Americano B de 2015 (o Equador) e o campeão do Sul-Americano C de 2015 (a Guatemala).
Com a vitória, os equatorianos permaneceram na Divisão B, enquanto os guatemaltecos foram relegados à disputa da Divisão C.
| 27 de agosto de 2016 |         |           |                                           |
| Equador              | 26 - 25 | Guatemala | Estádio Modelo Alberto Spencer, Guayaquil |
|                      | Reporte |           | Estádio Modelo Alberto Spencer, Guayaquil |

## Partidas da Divisão B de 2016
Seguem-se, abaixo, as disputas realizadas pelo Campeonato Sul-Americano B de 2016.

### 1ª rodada
| 2 de outubro de 2016 |         |         |                                                     |
| Colômbia             | 75 - 5  | Equador | Complexo Desportivo Niño Héroe Manuel Bonilla, Lima |
|                      | Reporte |         | Complexo Desportivo Niño Héroe Manuel Bonilla, Lima |

| 2 de outubro de 2016 |         |           |                                                     |
| Peru                 | 8 - 33  | Venezuela | Complexo Desportivo Niño Héroe Manuel Bonilla, Lima |
|                      | Reporte |           | Complexo Desportivo Niño Héroe Manuel Bonilla, Lima |

### 2ª rodada
| 5 de outubro de 2016 |         |         |                                                     |
| Venezuela            | 52 - 10 | Equador | Complexo Desportivo Niño Héroe Manuel Bonilla, Lima |
|                      | Reporte |         | Complexo Desportivo Niño Héroe Manuel Bonilla, Lima |

| 5 de outubro de 2016 |         |      |                                                     |
| Colômbia             | 41 - 14 | Peru | Complexo Desportivo Niño Héroe Manuel Bonilla, Lima |
|                      | Reporte |      | Complexo Desportivo Niño Héroe Manuel Bonilla, Lima |

### 3ª rodada
| 8 de outubro de 2016 |         |         |                                                     |
| Peru                 | 65 - 5  | Equador | Complexo Desportivo Niño Héroe Manuel Bonilla, Lima |
|                      | Reporte |         | Complexo Desportivo Niño Héroe Manuel Bonilla, Lima |

| 8 de outubro de 2016 |         |           |                                                     |
| Colômbia             | 33 - 10 | Venezuela | Complexo Desportivo Niño Héroe Manuel Bonilla, Lima |
|                      | Reporte |           | Complexo Desportivo Niño Héroe Manuel Bonilla, Lima |

### Classificação final
| Seleção   | Vitórias | Empates | Derrotas | Pontos a favor | Pontos contra | Pontos +/- | Pontos |
| --------- | -------- | ------- | -------- | -------------- | ------------- | ---------- | ------ |
| Colômbia  | 3        | 0       | 0        | 149            | 29            | +120       | 9      |
| Venezuela | 2        | 0       | 1        | 95             | 51            | +44        | 6      |
| Peru      | 1        | 0       | 2        | 87             | 79            | +8         | 3      |
| Equador   | 0        | 0       | 3        | 20             | 192           | -172       | 0      |

- Critérios de pontuação: vitória = 3, empate = 1, derrota = 0.[3]
- Com o título, a Colômbia garantiu presença na repescagem por uma vaga no Sul-Americano A de 2017.[2]

## Repescagem - Divisões A e B
Como atual vencedora do Sul-Americano B, a Colômbia disputou uma vaga na elite do continente para a temporada seguinte contra o Paraguai, último colocado do Sul-Americano A de 2016. O embate foi em partida única, realizada em solo paraguaio.
A Colômbia, com o resultado obtido, foi relegada a continuar na Divisão B do rugby sul-americano, para 2017.
| 19 de novembro de 2016 |         |          |                                       |
| Paraguai               | 39 - 27 | Colômbia | Estadio Héroes de Curupaytí, Assunção |
|                        | Reporte |          | Estadio Héroes de Curupaytí, Assunção |

## Campeão Divisão B 2016
| Campeonato Sul-Americano de Rugby 2016 Divisão B |
| ------------------------------------------------ |
| Colômbia Campeão (4º título)                     |